# Cryptoerithus rough
Cryptoerithus rough är en spindelart som beskrevs av Norman I. Platnick och Baehr 2006. Cryptoerithus rough ingår i släktet Cryptoerithus och familjen Prodidomidae.
Artens utbredningsområde är Sydaustralien. Inga underarter finns listade i Catalogue of Life.